# Alexandru Curtianu
Alexandru Curtianu (russisch Александр Владимирович Куртиян) (* 11. Februar 1974 in Chișinău) ist ein ehemaliger moldauischer Fußballspieler auf der Position eines Mittelfeldspielers. Aktuell ist er Trainer-Assistent des FC Smena-Zenit St. Petersburg in der 2. Fußball-Division. Er absolvierte seine ersten Profispiele in der 1. Liga der Sowjetunion im Jahre 1991 für den Zimbru Chișinău.

## Trainerkarriere
Im Juli 2010 wurde Curtianu Assistent von Gavril Balint bei der moldauischen Nationalmannschaft. Ende September 2011 gab er diesen Posten auf, um die U-21-Mannschaft zu übernehmen. Ende September 2014 wurde als Nachfolger von Ion Caras Cheftrainer des A-Nationalteams. Nach vier Unentschieden aus zehn Spielen gab er diesen Posten nach einem Jahr wieder auf. Seit Dezember 2016 ist er für den lettischen Klub FK Jelgava verantwortlich.

## Titel
- Moldauischer Meister: 1992, 1993, 1994, 1995, 1996.
- Moldauischer Vizemeister: 1997, 2001.
- Polnischer Meister: 1997.
- Russischen Pokalsieger: 1999.